# Jordi Sevilla Segura
Jordi Sevilla Segura (València, País Valencià 1956) és un polític valencià, que fou Ministre d'Administracions Públiques durant la VIII Legislatura.

## Biografia
Va néixer el 19 de març de 1956 a la ciutat de València. Va estudiar ciències econòmiques a la Universitat de València, i posteriorment aconseguí el càrrec de funcionari mitjançant oposicions i fou membre del Cos Superior de Tècnics Comercials i Economistes de l'Estat.

## Activitat política
Membre del Partit Socialista del País Valencià (PSPV), entre 1985 i 1991 va ser assessor de Relacions Econòmiques Internacionals del gabinet de la Presidència del Govern, sent nomenat entre 1991 i 1993 cap del gabinet del Ministre d'Agricultura, Pesca i Alimentació, i finalment entre 1993 i el 2000 director del gabinet del Ministre d'Economia i Hisenda.
En les eleccions generals de l'any 2000 fou escollit diputat al Congrés dels Diputats per la província de Castelló, i el juliol del mateix any fou nomenat Secretari de Política Econòmica i Ocupació de la Comissió Executiva Federal del PSOE. En les eleccions generals de 2004 fou nomenat Ministre d'Administracions Públiques per José Luis Rodríguez Zapatero, sent rellevat el 6 de juliol de 2007 per l'anterior titular del Ministeri de Sanitat, Elena Salgado. L'1 de setembre de 2009 anuncià que abandonava l'escó en el Parlament per a entrar a formar part de la consultora PricewaterhouseCoopers.

## Obres
- Balance y perspectivas de las relaciones Norte-Sur (1993).
- La economía española ante la moneda única (1997).
- De nuevo socialismo (2002).
- Vertebrando España (2009). Amb José María Vidal i Cristina Elías.
- ¿Mercado o Estado? (2010). Amb Lorenzo Bernardo de Quirós.
- La joven de la foto (2010).
- El valle de los olvidos (2011).
- Para desbloquear España (2011).
- España criminal[3] (2011). Amb el col·lectiu 12 Plumas Negras.
- Para qué sirve hoy la política. Una democracia para escépticos (2012).
- La economía en dos tardes (2012).